# Hans Frühauf
Hans Frühauf (* 4. Januar 1904 in Pforzheim; † 29. Oktober 1991 in Dresden) war ein deutscher Elektrotechniker mit dem Spezialgebiet Hochfrequenztechnik.

## Leben

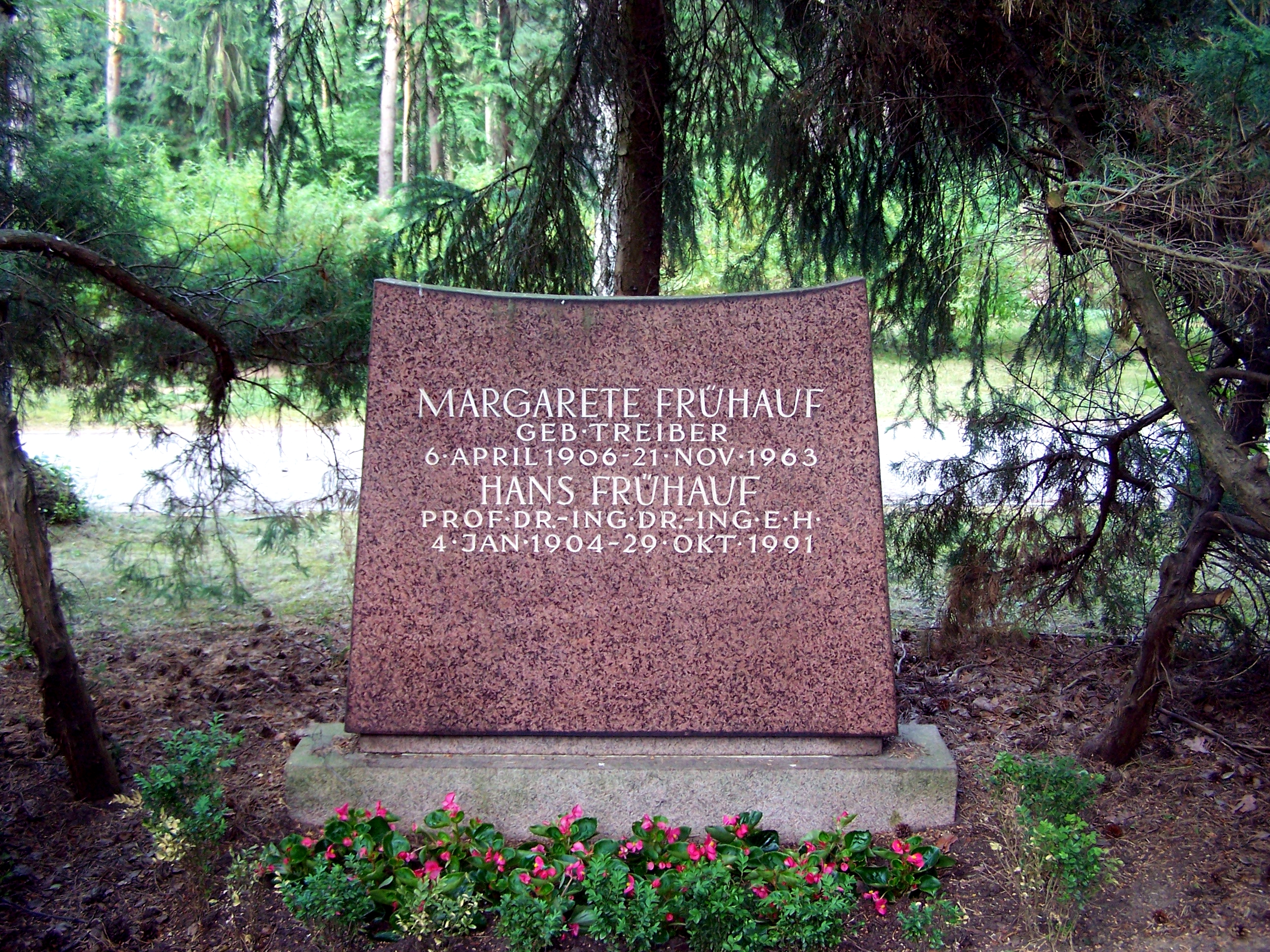
Grab von Hans Frühauf auf dem Dresdner Heidefriedhof

Nach dem Abitur und einer praktischen Tätigkeit in der Elektroindustrie studierte Hans Frühauf von 1924 bis 1928 an der damaligen Technischen Hochschule Stuttgart. Anschließend war er dort wissenschaftlicher Assistent und Dozent. 1931 wurde er mit einer Arbeit über „die Anwendungsmöglichkeiten des Dynatrons in der Hochfrequenzmesstechnik“ zum Dr.-Ing. promoviert. 1933–1938 war er Laborleiter bei der Firma SABA in Villingen und danach bis 1945 technischer Direktor der Graetz – Radio AG in Berlin. Zum 1. Mai 1933 trat er in die NSDAP ein (Mitgliedsnummer 3.229.985).
Nach Ende des Zweiten Weltkriegs war Frühauf von 1945 bis 1948 Chefingenieur und stellvertretender Leiter des VEB Stern-Radio Rochlitz. 1948–1950 war er wissenschaftlicher Leiter und technischer Direktor der VVB RFT Nachrichten- und Meßtechnik Leipzig.
1950 wurde Frühauf an die Technische Hochschule Dresden auf den Lehrstuhl für Schwachstromtechnik berufen; zugleich wurde er Direktor des Instituts für Hochfrequenztechnik. 1953 wurde er zum Ordentlichen Mitglied der Deutschen Akademie der Wissenschaften zu Berlin gewählt. In dieser Akademiezeit lag von 1962 bis 1970 auch seine enge Zusammenarbeit mit Ulrich Hofmann, dem späteren Vizepräsidenten und 1. Vizepräsidenten (1970 bis 1990) der Akademie.
1957 war er Gründungsmitglied des Forschungsrates der DDR. Als Staatssekretär für Forschung und Technik war er von 1961 bis 1962 Mitglied des Ministerrates der DDR.
International beachtet wurden speziell seine Beiträge zur Theorie der Hochfrequenzsiebschaltungen, der Informationsübertragung und zur Modulation und Anwendung von Elektronenröhren.
Im Jahr 1951 erhielt Frühauf den Nationalpreis der DDR II. Klasse und 1961 I. Klasse für Wissenschaft und Technik „für seine wissenschaftlichen Arbeiten auf allen Gebieten der Nachrichtentechnik, insbesondere für die Entwicklung und Anwendung der Hochfrequenztechnik“. 1954 wurde er mit dem Vaterländischen Verdienstorden in Silber ausgezeichnet. 1984 erhielt er die Ehrenspange der Akademie der Wissenschaften der DDR. Er war Ehrendoktor der Technischen Hochschule Ilmenau. Frühauf verstarb 1991 in Dresden und wurde auf dem Heidefriedhof beigesetzt.

## Werke (Auswahl)
- Hans Frühauf, Erich Trzeba: Synthese und Analyse linearer Hochfrequenzschaltungen. Geest & Portig, Leipzig 1964.